# Salto de esquí
El salto de esquí es un deporte de invierno que consiste en deslizarse con esquís por un trampolín y conseguir así un salto bien ejecutado a la mayor distancia posible. La longitud del salto y otros factores como la posición, control y aterrizaje influyen en la puntuación final. A fines del siglo xix se disputaron en Noruega los primeros eventos de salto de esquí, y durante el siglo xx el deporte se extendió por el resto de Europa y América del Norte. Junto con el esquí de fondo, constituye el grupo tradicional de las modalidades de esquí nórdico. La combinada nórdica, otro deporte olímpico, consiste en una combinación de esquí de fondo y saltos.
El trampolín de salto, una estructura especialmente diseñada para la práctica de este deporte, está formado por un rampa en la que el competidor se desliza hacia abajo y en cuyo final se inicia el despegue, y una pendiente de aterrizaje. Cada salto se evalúa de acuerdo a un puntaje que se otorga por la distancia recorrida y otro por la ejecución. El puntaje otorgado a la distancia se relaciona con la proximidad al punto de construcción (también conocido como «punto K»), una línea trazada en el área de aterrizaje y que sirve como un «objetivo» que los competidores deben alcanzar. Cada juez valora la ejecución del salto con un máximo de 20 puntos, con descuentos de puntaje en caso de errores, imprecisiones o imperfecciones en el despegue, salto o aterrizaje. Las técnicas han evolucionado a lo largo de los años, desde saltos con los esquís paralelos y ambos brazos hacia adelante, al «estilo V» más ampliamente usado en la actualidad.
El salto de esquí es organizado a nivel mundial por la Federación Internacional de Esquí. La disciplina está presente en los Juegos Olímpicos de Invierno desde su primera edición en Chamonix 1924, y en el Campeonato Mundial de Esquí Nórdico desde 1925. Durante décadas fue un deporte exclusivamente masculino, hasta que, a principios de 1990, comenzaron a participar mujeres en eventos internacionales. Sin embargo, el primer evento olímpico femenino se incluyó recién en los Juegos Olímpicos de Sochi 2014. El austriaco Stefan Kraft ostenta desde 2017 el récord del salto de esquí más largo, de 253.5 metros, en el trampolín de Vikersund en Noruega.
El salto de esquí también se puede practicar durante el verano, en una rampa con pistas hechas de porcelana y la zona de aterrizaje cubierta por plástico empapado en agua. La competencia de más alto nivel en temporada de verano es el Gran Premio de Salto de Esquí, que se realiza desde 1994.

## Historia

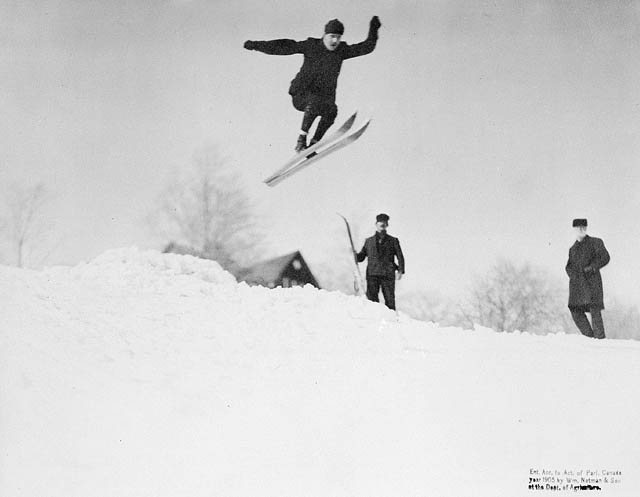
Salto de esquí en 1905 en Canadá

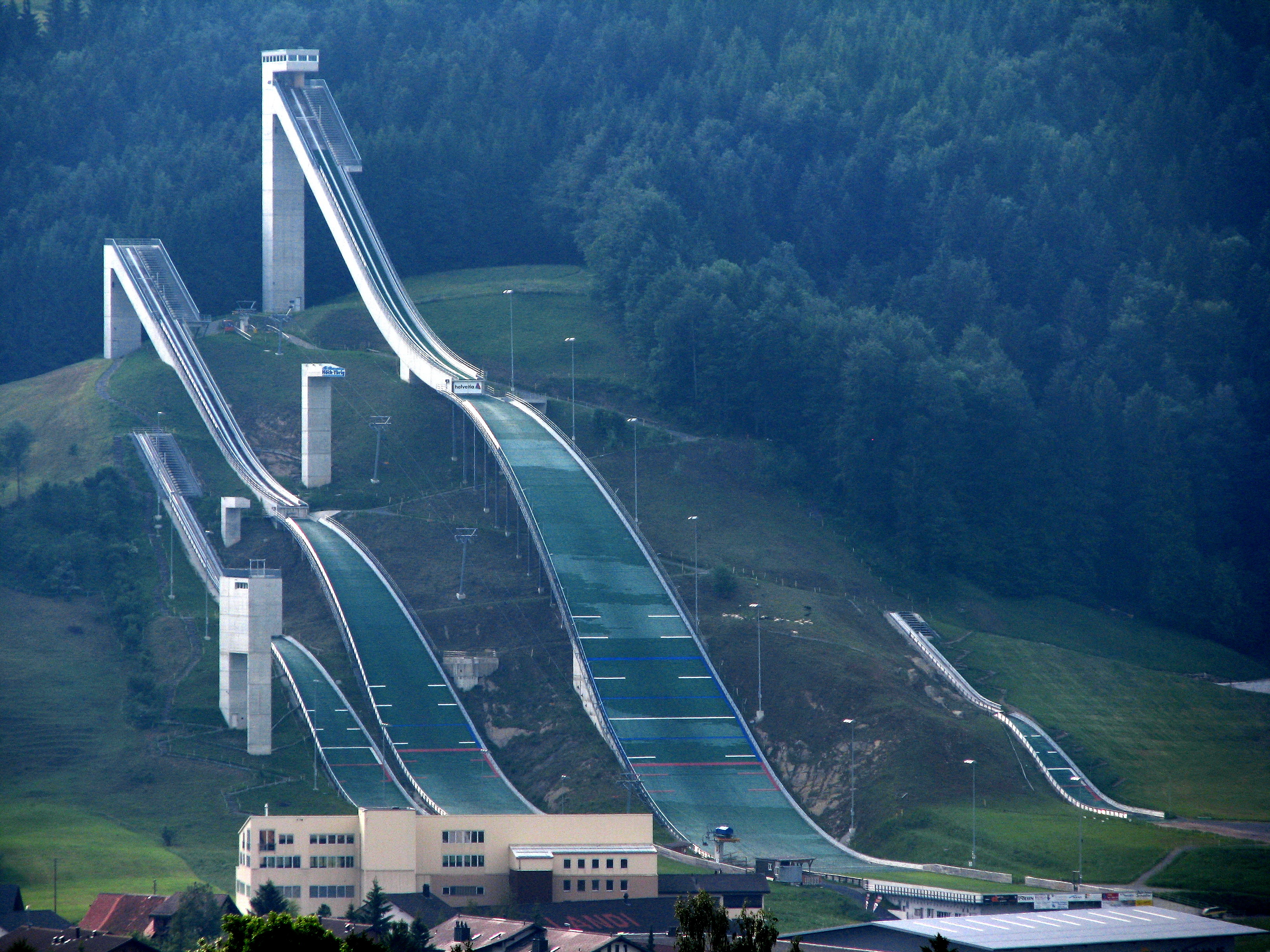
Instalaciones para el salto de esquí en Suiza

Los saltos de esquí se originaron como casi todos los deportes de invierno en los países nórdicos de Europa. En la actualidad países como Polonia, Noruega, Eslovenia, Austria o Alemania compiten por la hegemonía con los esquiadores procedentes de Japón, aunque también países como República Checa o Suiza disponen de un gran nivel. La tecnología desempeña un papel cada vez mayor, y en la actualidad los esquiadores se someten a numerosas pruebas en túneles de viento para hallar la posición ideal que les permita aterrizar más lejos. Asimismo el equipamiento está orientado a ofrecer la mínima resistencia al aire.
A finales del siglo XIX, Sondre Norheim y el esquiador nórdico Karl Hovelsen emigraron a Estados Unidos y empezaron a desarrollar este deporte en ese país. En 1924, el salto de esquí se presentó en los Juegos Olímpicos de Chamonix 1924 en Chamonix, Francia. Desde entonces, este deporte ha participado en todos los Juegos Olímpicos.
El salto de esquí fue introducido en Canadá por el inmigrante noruego Nels Nelsen. A partir de su ejemplo en 1915 y hasta finales de 1959, las competiciones anuales de saltos de esquí se celebraron en el monte Revelstoke -la colina de esquí que Nelsen diseñó-, el período más largo de todas las sedes canadienses de saltos de esquí. La de Revelstoke era la mayor colina natural de saltos de esquí de Canadá y reconocida internacionalmente como una de las mejores de Norteamérica. La longitud y el desnivel natural de su colina 600 m (1968,5 pies) hacían posibles saltos de más de 60 m (196,9 pies), los más largos de Canadá. También fue la única colina de Canadá donde se establecieron récords mundiales de salto de esquí, en 1916, 1921, 1925, 1932 y 1933.
Como deporte olímpico hizo su aparición ya en la primera edición de los juegos invernales, los Juegos Olímpicos de Chamonix 1924, donde se competía sobre un trampolín de 80 metros. El 1972 la federación internacional estableció como oficiales las actuales pruebas de K-90 y de K-120. La prueba por equipos es más reciente y se remonta a los Juegos Olímpicos de Calgary 1988, donde ganó el oro el equipo de Finlandia.
Las mujeres empezaron a competir en esta disciplina en los años 1970, con pioneras como Anita Ward. La primera vez que compitió a nivel de Copa del Mundo fue la Copa del Mundo de Saltos de Esquí de 2011/12 y se alcanzó un escalón más cuando el salto de esquí femenino fue incluido como parte de los Juegos Olímpicos de Sochi 2014.

## Equipo
Los esquís utilizados en el salto están fabricados especialmente para este deporte y no pueden superar el 145% de la altura del deportista. Sin embargo, el saltador debe tener un índice de masa corporal mínimo de 21 para utilizar esquís de longitud completa, una medida para compensar las ganancias en eficiencia aerodinámica logradas por atletas muy delgados. El ancho de los esquís varía entre 9,5 y 10,5 centímetros, y el peso del esquí en kilogramos debe tener un valor igual a la longitud en metros. 
Las botas están hechas de materiales flexibles, lo que permite al saltador inclinarse hacia adelante durante el salto. Las fijaciones de las botas de los esquís deben estar paralelas y colocadas de modo que no más del 57% de la longitud del esquí quede delante de los pies. En la zona del talón hay una cuerda que mantiene la bota sujeta al esquí mientras permite el movimiento de esa parte del pie. 
Mientras que algunas modalidades de esquí permiten el uso de más de un material en la confección del traje (un tejido más reforzado en determinadas partes de la ropa, por ejemplo), en el salto de esquí el traje debe estar confeccionado íntegramente del mismo material, normalmente microfibra, que debe ser elástica y aerodinámica, permitiendo el paso del aire y que el saltador camine con normalidad, no apretando demasiado. Los saltadores también utilizan cascos, gafas y guantes. Sin embargo, está prohibido el uso de palos.  

## Reglas

### Colinas

Modelo de una colina de salto de esquí. A-B - punto de partida; t - zona de despegue; HS - longitud total de la colina; P-L - zona de aterrizaje; K - punto K.

Una colina de saltos de esquí se construye normalmente en una pendiente natural pronunciada. Consta de la rampa de salto (in-run), la mesa de despegue y una colina de aterrizaje. Los competidores descienden deslizándose desde un punto común en la parte superior de la rampa de entrada, alcanzando velocidades considerables en la mesa de despegue, donde despegan llevados por su propio impulso. Mientras están en el aire, mantienen una posición aerodinámica con sus cuerpos y esquís, lo que les permite maximizar la longitud de su salto. La pendiente de aterrizaje está construida de forma que la trayectoria del saltador sea casi paralela a ella, y la altura relativa del atleta respecto al suelo se pierde gradualmente, lo que permite un aterrizaje suave y seguro. El espacio de aterrizaje va seguido de una salida, una zona sustancialmente plana o contrainclinada que permite al esquiador frenar con seguridad. La zona de salida está vallada y rodeada por un auditorio público.

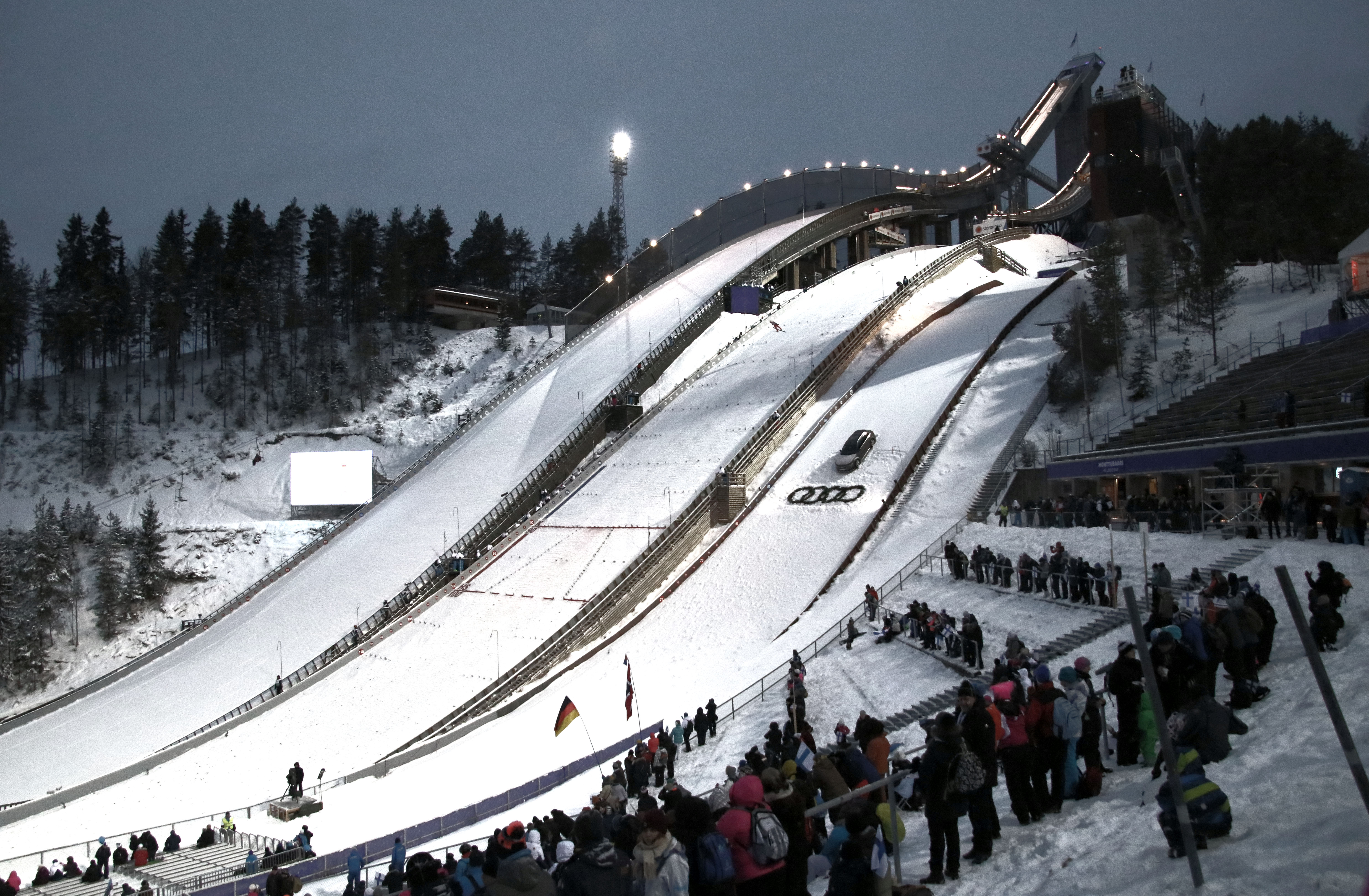
La Salpausselkä colina de saltos de esquí en Lahti, Finlandia.

Las cuestas se clasifican según la distancia que los competidores recorren en el aire, entre el final de la tabla y el aterrizaje. Cada colina tiene un punto de construcción (punto K), que sirve de "objetivo" que los competidores deben alcanzar. La clasificación de las colinas es la siguiente:
| Clase                   | Punto de construcción | Tamaño de la colina |
| ----------------------- | --------------------- | ------------------- |
| Colina pequeña          | hasta 45 metros       | hasta 49 metros     |
| Colina mediana          | hasta 45-74 metros    | hasta 50-84 metros  |
| Colina normal           | 75-99 m               | 85-109 m            |
| Colina grande           | 100-130 m             | 110-149 m           |
| Colina gigante          | 131-169 m             | 150-184 m           |
| Colina de esquí volador | más de 170 m          | más de 185 m        |

### Sistema de puntuación
Los competidores se clasifican según una puntuación numérica obtenida sumando componentes basados en la distancia, el estilo, la longitud de la carrera (factor de puerta) y las condiciones del viento. En la prueba individual, las puntuaciones de los dos saltos de competición de cada esquiador se combinan para determinar el ganador.
La puntuación de la distancia depende del punto K de la colina. Para las competiciones K-90 y K-120, el punto K se fija en 90 metros y 120 metros, respectivamente. Los competidores reciben 60 puntos (colinas normales y grandes) y 120 puntos (colinas voladoras) si aterrizan en el punto K. Por cada metro por encima o por debajo del punto K, se conceden o deducen puntos adicionales; el valor típico es de 2 puntos por metro en las colinas pequeñas, 1,8 puntos en las colinas grandes y 1,2 puntos en las colinas volantes de esquí. La distancia de un competidor se mide entre el despegue y el punto en el que los pies entraron en pleno contacto con la pendiente de aterrizaje (para aterrizajes anormales, se considera el punto de contacto de un pie u otra parte del cuerpo). Los saltos se miden con una precisión de 0,5 metros para todas las competiciones.: 64–65 

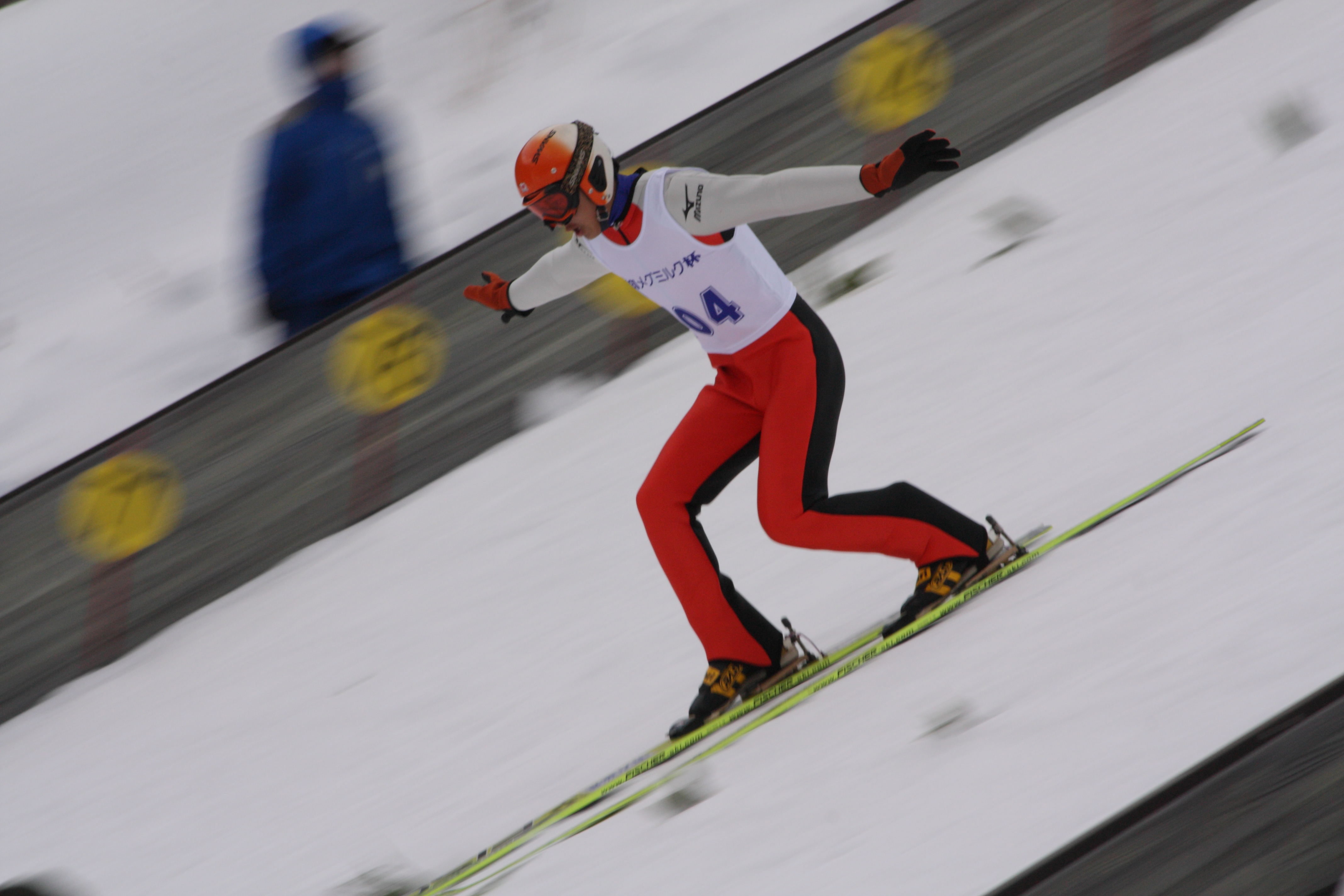
Aterrizaje Telemark.

Durante la competición, cinco jueces se sitúan en una torre a un lado del punto de aterrizaje previsto. Pueden otorgar hasta 20 puntos cada uno por el estilo de salto, basándose en mantener los esquís firmes durante el vuelo, el equilibrio, la posición óptima del cuerpo y el aterrizaje. Las puntuaciones de estilo más alta y más baja no se tienen en cuenta, y las tres puntuaciones restantes se suman a la puntuación de distancia.
Los factores de puerta y viento fueron introducidos por las reglas de 2009, para permitir una comparación más justa de los resultados para una compensación de puntuación por condiciones exteriores variables. La aerodinámica y la velocidad de despegue son variables importantes que afectan a la longitud del salto, y si las condiciones meteorológicas cambian durante una competición, las condiciones no serán las mismas para todos los competidores. El factor de puerta es un ajuste que se realiza cuando la longitud de entrada (o puerta de salida) se ajusta desde la posición inicial para proporcionar una velocidad de despegue óptima. Dado que las puertas más altas dan como resultado velocidades de despegue más altas y, por lo tanto, suponen una ventaja para los competidores, se restan puntos cuando la puerta de salida se mueve hacia arriba y se añaden cuando la puerta se baja. Un cálculo avanzado también determina los puntos de compensación para las condiciones de viento desiguales reales en el momento del salto; cuando hay viento de espalda, se suman puntos, y cuando hay viento de frente, se restan puntos. La velocidad y la dirección del viento se miden en cinco puntos diferentes en función del valor medio, que se determina antes de cada competición.
Si dos o más competidores terminan la competición con el mismo número de puntos, se les otorga el mismo puesto y reciben los mismos premios.
Los saltadores de esquí por debajo del índice de masa corporal mínimo de seguridad son penalizados con una longitud máxima de esquí más corta, lo que reduce la sustentación aerodinámica que pueden alcanzar. Estas reglas se han acreditado para detener los casos más graves de los atletas con bajo peso, pero algunos competidores siguen perdiendo peso para maximizar la distancia que pueden lograr. Para evitar una ventaja injusta debida a un efecto "vela" del traje de salto de esquí, se regulan el material, el grosor y el tamaño relativo del traje. 

## Técnica
Para realizar el salto el esquiador se sitúa en la parte de arriba del todo en la rampa de despegue y se lanza rampa abajo en unos esquíes de unos 12 cm de ancho. Va adquiriendo velocidad hasta llegar a unos 90 km por hora, momento en el cual se realiza el despegue, que es el momento más importante, ya que el esquiador debe realizar el impulso en el momento preciso. Un retraso o anticipo de unas centésimas de segundo pueden significar varios metros en la distancia del salto. 
Durante el vuelo los esquiadores adoptan una forma de V, con los esquís abiertos, el cuerpo echado adelante y los brazos pegados al cuerpo.
Por último llega el momento más peligroso, que es el aterrizaje. Los esquiadores lo realizan en lo que se llama la posición telemark, es decir, con una rodilla por delante, que es la que se encarga de aguantar el impacto en el suelo. En este momento se utilizan también los brazos para equilibrar el cuerpo y no caerse.

## Competiciones
- Salto en esquí en los Juegos Olímpicos
- Copa del Mundo de Saltos de Esquí
- Torneo de los Cuatro Trampolines

## Pruebas olímpicas
En los Juegos Olímpicos de Invierno se disputan cuatro pruebas, tres masculinas y una femenina.

### Pruebas masculinas
En estas pruebas cada participante tiene que hacer dos saltos, sumándose la puntuación conseguida en ambos y ganando el que totalice más puntos:
- Saltos desde el trampolín de 90 metros (K-90), es decir descendiendo por una rampa de 90 metros de longitud.
- Saltos desde el trampolín de 120 metros (K-120), es decir descendiendo por una rampa de 120 metros de longitud. Lógicamente en este segundo caso la velocidad adquirida es mayor y por lo tanto las distancias que se alcanzan en el salto también lo son.

En la prueba de equipos, se suman las puntuaciones conseguidas por todos los concursantes en los ocho saltos, y gana el equipo que sume más puntos:
- Saltos desde el trampolín de 120 metros por equipos formados por cuatro saltadores, cada uno de los cuales debe hacer dos saltos.

### Participación femenina
En enero de 1863, en Trysil (Noruega), la noruega Ingrid Olsdatter Vestby, de 16 años de edad, se convirtió en la primera mujer saltadora de esquí conocida que participó en la competición. Su distancia no está registrada.
Las mujeres empezaron a competir a alto nivel desde la temporada 2004-05 de la Copa Continental. La Federación Internacional de Esquí organizó tres pruebas femeninas por equipos en esta competición y hasta entonces fueron las únicas pruebas por equipos en la historia del salto de esquí femenino.

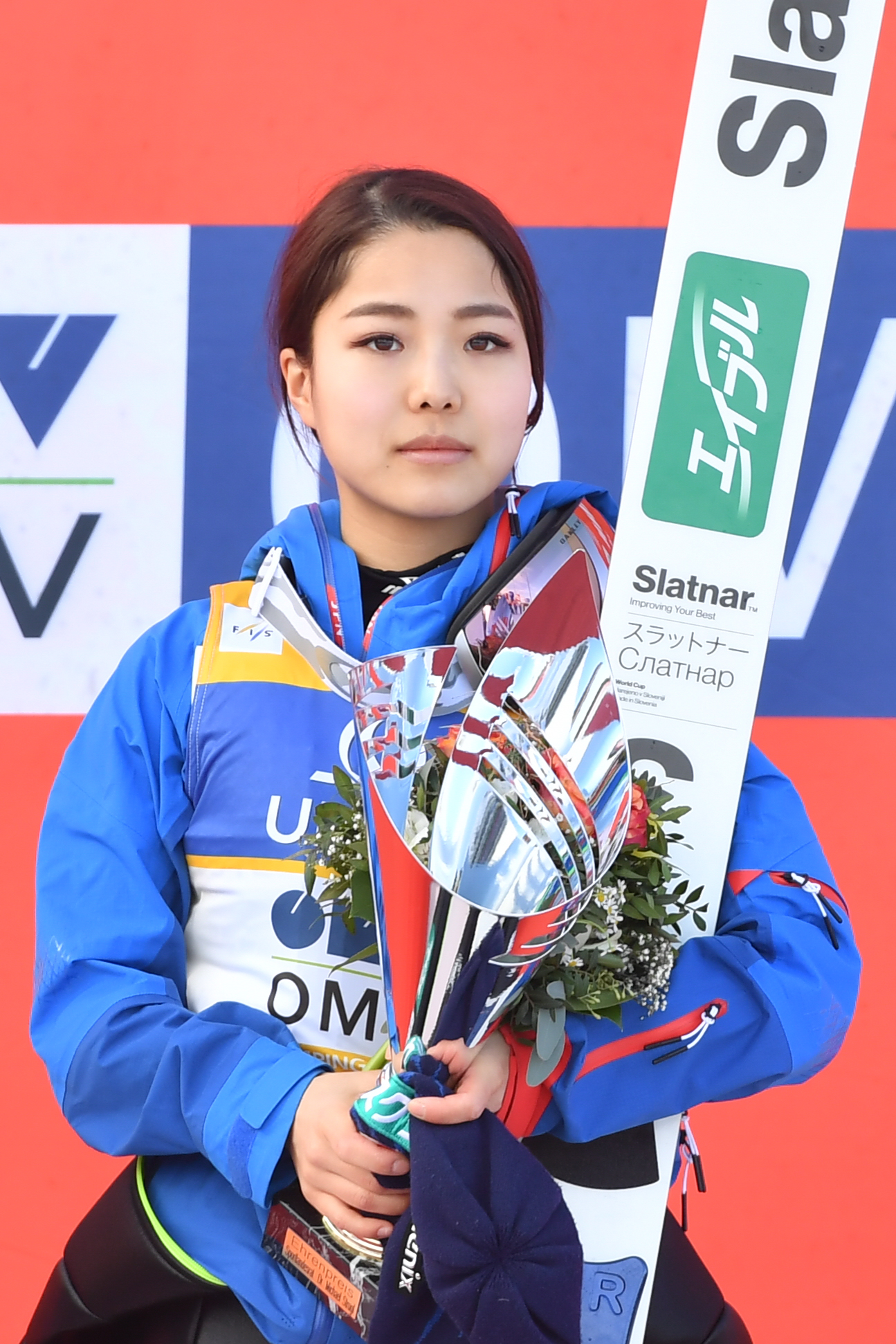
Sara Takanashi es la saltadora de esquí más exitosa, ya que ha ganado el título de la Copa del Mundo en cuatro ocasiones.

Las mujeres se estrenaron en los Campeonatos del Mundo de Esquí Nórdico de la FIS en 2009 en Liberec La saltadora de esquí estadounidense Lindsey Van se convirtió en la primera campeona del mundo.
En la temporada 2011-12, las mujeres compitieron por primera vez en la Copa del Mundo. La primera prueba se celebró el 3 de diciembre de 2011 en Lysgårdsbakken, en la colina normal de Lillehammer (Noruega). La primera ganadora de la Copa del Mundo fue Sarah Hendrickson, que también se convirtió en la campeona inaugural de la Copa del Mundo femenina en la general Anteriormente, las mujeres solo habían competido en las temporadas de la Copa Continental.

#### Juegos Olímpicos de 2014
En 2006, la Federación Internacional de Esquí propuso que las mujeres pudieran competir en los Juegos Olímpicos de Invierno de 2010, pero la propuesta fue rechazada por el COI debido al escaso número de atletas y países participantes en ese momento.
Un grupo de quince mujeres competidoras de saltos de esquí presentó más tarde una demanda contra el Comité Organizador de Vancouver para los Juegos Olímpicos y Paralímpicos de Invierno de 2010 por considerar que violaba la Carta Canadiense de Derechos y Libertades, ya que competían solo hombres. La demanda fracasó, ya que el juez dictaminó que la situación no se regía por la carta.
Se alcanzó otro hito cuando se incluyó el salto de esquí femenino como parte de los Juegos Olímpicos de Invierno de 2014 en la prueba de colina normal. La primera campeona olímpica fue Carina Vogt.